# Blohm & Voss BV 40
Blohm & Voss BV 40 byl německý nouzový přepadový stíhací kluzák vyvinutý původně k útokům na spojenecké bombardovací svazy v průběhu druhé světové války. Vzhledem k potenciálnímu vysokému riziku pro pilota při misích s takovým typem letadla bývá někdy uváděn i jako tzv. „selbstopfer“ (sebevražedný letoun), což ale nebylo primárně zamýšleno. Navrhl jej technický ředitel firmy Blohm und Voss Richard Vogt.

## Vznik a vývoj
Projekt navržený Richardem Vogtem reflektoval na zoufalou snahu Luftwaffe (která se dostala do defenzivy) o narušení útoků početných svazů denních bombardérů nad územím Německa. Nebyl osamocený, jako další program lze zmínit např. Bachem Ba 349. BV 40 sázel na zmenšení čelní plochy letadla, čímž se výrazně ztížila možnost zásahu bránícím střelcům bombardérů a naopak vzrostla šance pilota německého kluzáku dostat se do blízkosti bombardéru a udeřit. Zmenšení čelní plochy se docílilo odstraněním motoru a změnou pozice pilota (pilotáž vleže).
Předpokládaným klíčem k úspěchu tohoto malého a spartánsky vypadajícího hornoplošníku měl být úzký a pancéřovaný kokpit, dva 30mm kanóny MK 108 vsazené v kořenech křídla (s velmi omezenou municí, 35 nábojů na jeden kanón). Rovněž výroba měla být nenáročná, neboť velká část kluzáku byla ze dřeva, což nebyl strategický materiál. Po vzletu měl být odhozen kolový podvozek a BV 40 měl přistávat na ližině. Měl být vlečen po dvojicích za letounem Messerschmitt Bf 109G nebo Focke-Wulf Fw 190A a nad nepřátelským bojovým svazem se odpoutat a zaútočit. Byla zvažována i varianta s jedním 30mm kanónem a výbušné nálože vlečené na kabelu za kluzákem. Bylo vyrobeno několik prototypů, než byl vývoj na podzim 1944 zastaven.
První prototyp BV 40 V1 (PN+UA) vzlétl koncem května 1944 ve vleku za letounem Messerschmitt Bf 110, druhý let pak provedl 2. června 1944 na letišti Wenzendorf, kdy také havaroval. Druhý prototyp BV 40 V2 zahájil letové testy 5. června, třetí vyrobený kus BV 40 V3 sloužil k pevnostním zkouškám. BV 40 V4 byl koncem června ztracen při havárii ve Wenzendorfu, v letových zkouškách pak pokračoval BV 40 V5. Posledním vyrobeným kusem byl BV 40 V6 (PN+UF).

## Specifikace
Zdroj:

### Technické údaje
- Osádka: 1 (pilot)
- Rozpětí: 7,90 m
- Délka: 5,7 m
- Výška: 1,63 m
- Nosná plocha: 8,70 m²
- Prázdná hmotnost: 838 kg
- Vzletová hmotnost: 952 kg

### Výkony
- Maximální rychlost: 900 km/h (střemhlavý let)
- Rychlost vleku za Bf 109G v 5800 m: 555 km/h
- Výstup za Bf 109G na 7000 m: 12 min

### Výzbroj
- 2 × 30mm kanón Rheinmetall-Borsig MK 108